# Éter

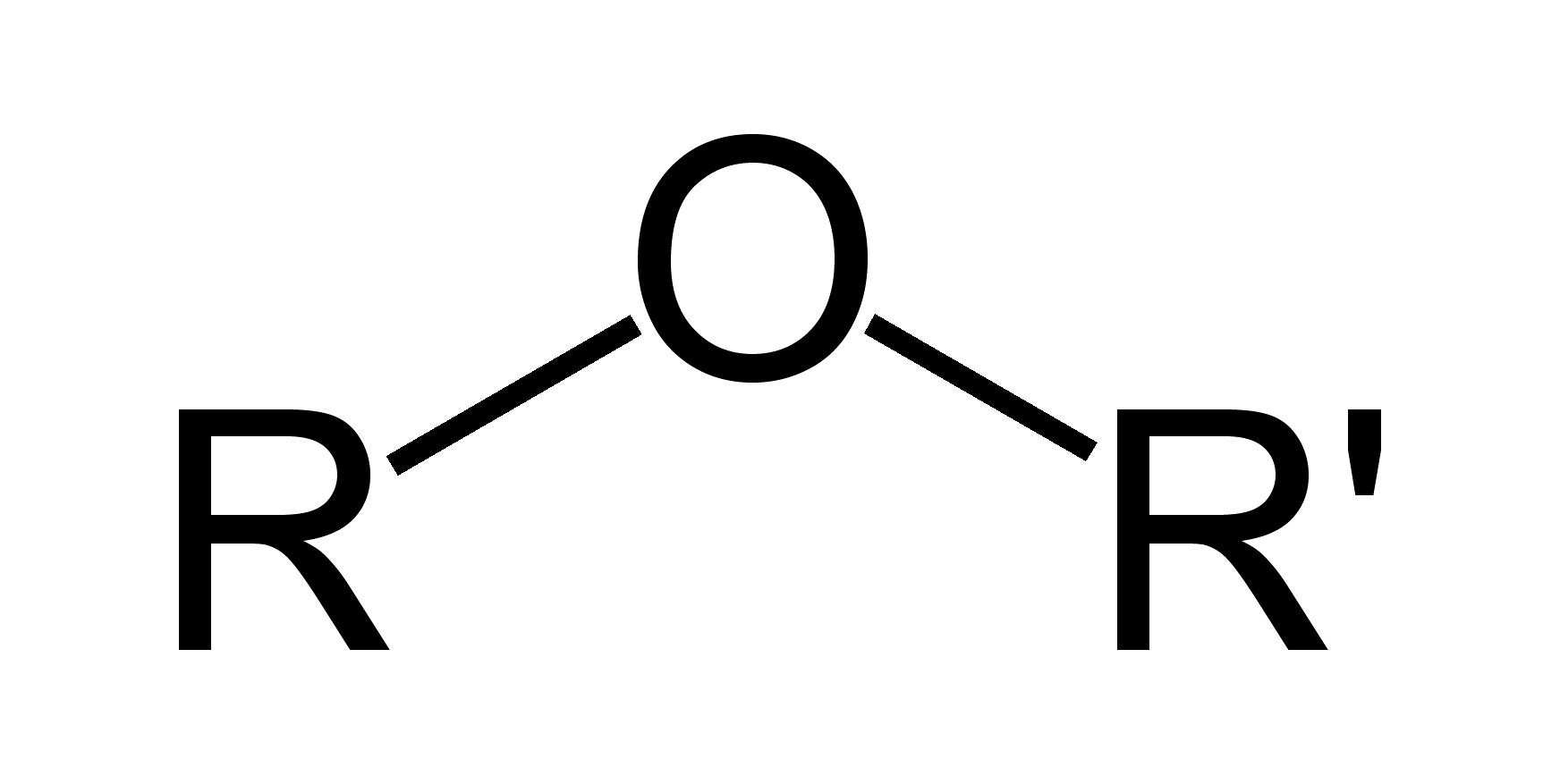
A estrutura geral para um éter.

Éter é uma função orgânica, caracterizada pela presença de um átomo de oxigênio ligado a dois átomos de carbono. Sua fórmula genérica é: R-O-R', onde R e R' são radicais orgânicos (alquila ou arila).
Os éteres podem ser simétricos, quanto R e R' são iguais ou assimétricos quando R é diferente de R'.

## Estrutura e ligações
O ângulo definido pelas ligações C-O-C é de aproximadamente 105° e distâncias C-O de aproximadamente 1,4 Å. A ligação de oxigênios em éteres, álcoois e água é similar. Segundo a teoria da ligação de valência, a hibridização no oxigénio é sp3. A ligação C-O é polarizada pela maior eletronegatividade do oxigênio.

## O éter comum
CH3 - CH2 - O - CH2 - CH3 tem os nomes: etoxietano, éter dietílico, éter etílico. O éter etílico é pouco solúvel em água e considerado um solvente levemente polar, usado como em diversas reações e anestésico geral. É um líquido que ferve a 35 °C. O seu uso merece precauções pelos seguintes motivos:
- Seus vapores formam mistura explosiva com oxigênio do ar; é combustível.
- Quando respirado, age como anestésico.

## Nomenclatura
De acordo com a nomenclatura IUPAC, éteres adotam o mesmo sufixo dos alcanos, enquanto que o radical ligado à cadeia principal recebe o sufixo -oxi. 
Nome da cadeia mais simples (prefixo + oxi) + nome da cadeia mais complexa (prefixo + infixo + o)
O nome usual considera a função éter e o radical recebe o sufixo ico. Éteres simétricos seguem uma regra mais simples, com o nome éter seguido pelo radical orgânico.
Os éteres pouco complexos são nomeados considerando-se que uma das partes da cadeia que contém o átomo de oxigênio é uma ramificação da cadeia Por exemplo:
- CH3CH2-O-CH2CH3: etoxietano (conhecido comumente como éter etílico)
- CH3CH2-O-CH2CH2CH3: 1- etoxipropano
- CH3-O-CH(CH3)CH2CH3: 1-metóxi-1-metil-propano

Éteres mais complexos podem ser nomeados considerando o átomo de oxigênio parte da cadeia, indicando a substituição de um átomo de carbono como "oxa". Por exemplo:
- O etoxietano poderia ser nomeado como se fosse uma cadeia de 5 carbonos, dos quais o terceiro foi substituído pelo oxigênio. O nome ficaria: 3-oxapentano.

Uma outra notação é radical-1 radical-2 éter.
Por exemplo:
- Os boosters de octanagem MTBE e ETBE são, respectivamente, o metil terc-butil éter e o etil terc-butil éter.

### Poliéteres
Poliéteres são compostos com mais de um grupo éter. O termo geralmente refere-se a polímeros como o polietilenoglicol e polipropilenoglicol. Os compostos chamados de éteres coroa são exemplos de poliéteres de baixo peso molecular.

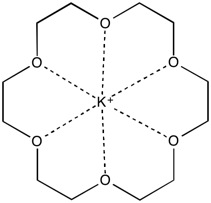
éter coroa ligado ao íon potássio

### Éteres-coroa
Os éteres-coroa são poliéteres cíclicos, que interagem com metais alcalinos e cátions amônio. Charles Pedersen recebeu o Prêmio Nobel de 1987, juntamente com Cram e Lehn pela descoberta de moléculas que atuam como complexantes de íons e outras moléculas.

## Síntese de éteres
Os éteres podem ser preparados por várias rotas. Em geral, os éteres alquílicos formam-se mais facilmente do que os éteres arílicos, que geralmente requerem catalisadores metálicos. [5]

### Desidratação de álcoois
A desidratação de álcoois fornece éteres: [7]
2 R – OH → R – O – R + H2O a alta temperatura
A reação é catalisada por ácidos, geralmente ácido sulfúrico. O método é eficaz para gerar éteres simétricos, mas não éteres assimétricos, uma vez que qualquer OH pode ser protonado, o que daria uma mistura de produtos. Éter dietílico é produzido a partir de etanol por este método. Os éteres cíclicos são facilmente gerados por essa abordagem. As reações de eliminação competem com a desidratação do álcool:
R – CH2–CH2(OH) → R – CH = CH2 + H2O
A via de desidratação geralmente requer condições incompatíveis com moléculas lábeis.

### Síntese de éter de Williamson
Deslocamento nucleofílico de halogenetos de alquila por alcóxidos
R – O-Na+ + R′ – X → R – O – R ′ + Na+X-
Essa reação é chamada de síntese de éter de Williamson. Envolve o tratamento de um álcool com uma base forte para formar o alcóxido, seguido pela adição de um composto alifático apropriado contendo um grupo de saída adequado (R – X). Grupos de saída adequados (X) incluem iodeto, brometo ou sulfonatos. Este método geralmente não funciona bem para halogenetos de aril . Da mesma forma, este método fornece apenas os melhores rendimentos para os halogenetos primários. Os halogenetos secundários e terciários são propensos a serem eliminados por E2 por exposição ao ânion alcóxido básico usado na reação devido ao impedimento estérico dos grandes grupos alquil.

## Propriedades Físicas

THF

• Solubilidade: os éteres de menor massa são ligeiramente solúveis em água.

1,4-dioxano

• Estados de Agregação: o éter metílico é gás e os éteres de maior massa são líquidos, geralmente voláteis. Éteres com mais de 16 carbonos são sólidos.
| Dados de alguns éteres alquílicos | Dados de alguns éteres alquílicos | Dados de alguns éteres alquílicos | Dados de alguns éteres alquílicos | Dados de alguns éteres alquílicos | Dados de alguns éteres alquílicos |
| éter                              | estrutura                         | p.f. (°C)                         | p.eg. (°C)                        | Solubilidade em 1 L de H2O        | Momento de dipolo (D)             |
| --------------------------------- | --------------------------------- | --------------------------------- | --------------------------------- | --------------------------------- | --------------------------------- |
| éter metílico                     | CH3–O–CH3                         | −138,5                            | −23,0                             | 70 g                              | 1,30                              |
| éter etílico                      | CH3CH2–O–CH2CH3                   | −116,3                            | 34,4                              | 69 g                              | 1,14                              |
| Tetrahidrofurano (THF)            | O(CH2)4                           | −108,4                            | 66,0                              | Miscible                          | 1,74                              |
| 1,4-dioxano                       | O(C2H4)2O                         | 11,8                              | 101,3                             | Miscible                          | 0,45                              |

## Observação sobre o nome
Éter é também o nome da substância que os filósofos, os naturalistas e posteriormente os físicos acreditavam que existia em todo o universo, mas sem massa, volume e indetectável, pois não provocaria atrito. Os físicos do séc. XIX sabiam que a luz tinha natureza ondulatória, e imaginavam portanto que ela deveria precisar de um meio para propagar-se. Daí o éter. Sabe-se hoje que essa substância não existe. Dada a característica de volatilidade do éter etílico e sua facilidade de produção a partir do etanol (álcool ou espírito de vinho) e do ácido sulfúrico (por isso mesmo, no passado tratado por éter sulfúrico), conhecida desde a época dos alquimistas, daí adveio a nomenclatura desta classe de compostos.
Ver éter luminífero.